# Rhinecanthus assasi
Rhinecanthus assasi là một loài cá biển thuộc chi Rhinecanthus trong họ Cá bò da. Loài này được mô tả lần đầu tiên vào năm 1775.

## Từ nguyên
Từ định danh assasi được Latinh hóa từ Azzazi, tên thông thường trong tiếng Ả Rập của loài cá này dọc theo bờ biển Ả Rập Xê Út, nơi mẫu định danh được thu thập.

## Phạm vi phân bố và môi trường sống
R. assasi được phân bố từ Biển Đỏ vòng qua phía đông đến vịnh Oman và phía nam vịnh Ba Tư, giới hạn phía nam là Socotra.
R. assasi sống trên các rạn san hô có nền đáy cát hoặc đá vụn ở độ sâu khoảng 2–15 m.

## Mô tả
Chiều dài cơ thể lớn nhất được ghi nhận ở R. assasi là 30 cm. Thân màu xám nâu, trắng ở bụng. Sọc nâu viền xanh lơ băng qua mắt xuống gốc vây ngực, sát phía trước là một vệt vàng và một sọc xanh lơ khác. Phía trên mắt có 4 vạch xanh lơ cách nhau bởi các vạch đen. Môi vàng. Một vệt sọc đỏ nâu từ dưới gốc vây ngực kéo dài lên trên môi trên. Đốm đen nhỏ ở hậu môn, được bao quanh bởi một vệt cam lớn hơn. Cuống đuôi có 3 hàng gai nhỏ màu đen. Các vây trắng nhạt.
Số gai ở vây lưng: 3; Số tia vây ở vây lưng: 26–27; Số gai ở vây hậu môn: 0; Số tia vây ở vây hậu môn: 22–24; Số tia vây ở vây ngực: 14.

## Sinh thái học
Thức ăn chủ yếu của R. assasi là các loài thủy sinh không xương sống ở tầng đáy.

## Thương mại
R. assasi được đánh bắt trong ngành thương mại cá cảnh.